# Mittleres Erzgebirge

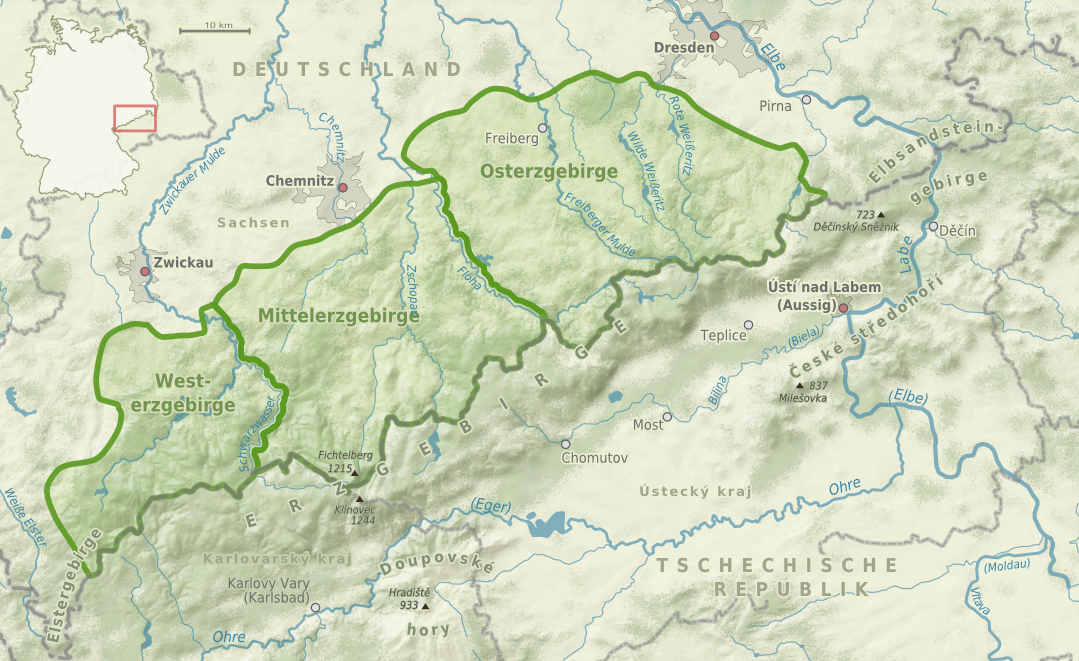
Karte der Naturräume im Erzgebirge

Das Mittlere Erzgebirge oder Mittelerzgebirge ist als zentral(-westlich)er Teil des Erzgebirges ein Naturraum in Sachsen und Teil der Übereinheit Sächsisches Bergland und Mittelgebirge. Es stellt den östlichen Teil der früheren Haupteinheiten Unteres Westerzgebirge (423) und Oberes Westerzgebirge (421) dar und wird nach Osten durch das (noch zugehörige) Tal der Flöha vom Osterzgebirge, nach Westen durch das (nicht mehr zugerechneten) Tal des Schwarzwassers bzw., nach deren Mündung, durch das der Zwickauer Mulde vom Westerzgebirge getrennt.
Das Mittelerzgebirge gehört in seinem oberen Teil dem Naturpark Erzgebirge/Vogtland an.

## Geographie
Das Mittelerzgebirge zeichnet sich durch nach Osten immer breiter werdende Kammhochflächen aus. Im Westen sitzt das Fichtelberg-Keilberg-Massiv auf und überragt die Hochfläche um mehr als 200 m. Die Nordabdachung des Gebirges erreicht mit 45 km Breite ihre größte Ausdehnung.
Gneise haben hohen Anteil am geologischen Untergrund. Lokale Besonderheiten sind Deckenreste des Basaltvulkanismus des Tertiärs wie zum Beispiel im Bärenstein anzutreffen ist.
Im Vergleich zum Westerzgebirge sind die Niederschlagsmengen geringer, wobei es aber starke kleinräumliche Differenzierungen durch örtliche Lee- und Luvgebiete gibt. Die Kammhochflächen sind in bestimmten Bereichen vermoort, die größte Moor-Fläche ist mit 124 ha die „Mothäuser Heide“.
Nach Norden schließt sich das flachwellige Erzgebirgsbecken mit der Stadt Chemnitz an, während sich das Gebirge nach Süden auch jenseits der Grenze zu Tschechien fortsetzt. Dabei folgt die Staatsgrenze weitgehend dem Kamm des Gebirges. Der Fichtelberg, (1215 m ü. NHN) nördlich von Oberwiesenthal, ist der höchste sächsische Berg. Der etwa 3,8 km südlich des Fichtelberges auf tschechischer Seite liegende Keilberg (tschech. Klínovec, 1244 m ü. NN) ist der höchste Berg des Erzgebirges.

## Orte
Zum Mittelerzgebirge gehören unter anderem die Städte Annaberg-Buchholz, Marienberg, Stollberg/Erzgeb. und Zschopau.
Die folgenden Städte und Gemeinden liegen ganz oder teilweise im Mittelerzgebirge:
| - Amtsberg - Annaberg-Buchholz - Aue (nur Osten und Norden) - Auerbach - Augustusburg - Bärenstein - Bernsbach - Börnichen - Borstendorf (bis auf den unbesiedelten Osten) - Breitenbrunn (bis auf nordwestliche Gemeindeteile) - Burkhardtsdorf - Chemnitz (nur äußerster Südosten) - Crottendorf - Drebach - Ehrenfriedersdorf - Elterlein - Flöha - Gelenau | - Geyer - Gornau - Großolbersdorf - Großrückerswalde - Grünhain-Beierfeld - Grünhainichen - Hartenstein (nur unbesiedelter Osten) - Jahnsdorf (nur Süden) - Jöhstadt - Königswalde - Lengefeld (bis auf den Nordosten) - Leubsdorf (bis auf Osten) - Lößnitz - Marienberg - Mildenau - Neukirchen (nur Süden) - Niederdorf - Niederwiesa (nur unbesiedelter Südosten) | - Oberwiesenthal - Olbernhau (bis auf unbesiedelten Südosten) - Pockau (bis auf den Nordosten) - Raschau-Markersbach - Scheibenberg - Schlettau - Schwarzenberg (nur Osten) - Sehmatal - Stollberg - Tannenberg - Thalheim - Thermalbad Wiesenbad - Thum - Wolkenstein - Zöblitz - Zschopau - Zwönitz |